# Calixto Hornero
Calixto Hornero Calatrava, nombre religioso Calixto Hornero de la Resurrección del Señor Sch. P.  (Pozuelo de Calatrava, Ciudad Real; 14 de octubre de 1742 - Madrid; 7 de enero de 1797), gramático, retórico y latinista español.

## Biografía
Hijo de Raimundo Hornero y de Francisca Calatrava. El 10 de abril de 1757 vistió el hábito de la Orden de las Escuelas Pías, acaso en el convento de Almodóvar del Pinar, y emitió votos solemnes en 1759. Le destinaron como profesor al Real Colegio de las Escuelas Pías de San Fernando de Madrid, donde enseñó Latín, Castellano, Retórica y Poética y de ese tiempo se conservan sus exámenes públicos de retórica, poética, historia, matemáticas y ciencias; fue nombrado también consultor provincial, procurador de la provincia de Castilla y rector del mismo colegio y en 1789 elevado a Provincial por el Visitador Apostólico Froilán Calixto Cabañas, comisionado por el Nuncio Ippolito Antonio Vincenti Mareri para hacer los nombramientos de superiores de las tres provincias escolapias de España; en este provincialato estuvo hasta 1794: el 21 de julio de este año una real orden le encargó revisar la segunda edición de la demasiado literal traducción de las Sagradas Escrituras realizada por el padre Felipe Scío de San Miguel, tarea en que también nombraron con él a su sobrino Ubaldo Hornero (1744-1793) y a Hipólito Lereu y Luis Míguez.
Todos sus biógrafos destacan su gran dominio del latín y sus grandes conocimientos de griego y hebreo. De sus méritos pedagógicos da fe el que sirvieran sus obras de libros de texto durante más de un siglo no sólo en los colegios escolapios, sino en los de otras órdenes y también fuera de España. Innovó en traducción y composición de la lengua latina poniendo en paralelo autores españoles y latinos, sin olvidar los estudios de las Ciencias, Aritmética, Geografía e Historia y sustituyendo el latín por la lengua vulgar en la enseñanza, de forma que desde que compuso su gramática latina en español no volvió a escribirse ya jamás ninguna en latín:
Desde el principio ha de cuidar el maestro de formar a sus discípulos en la pureza y elegancia de la lengua castellana, porque nadie puede conseguir la perfección de una lengua extranjera y muerta, como la latina, sin poseer primero la nativa y propia. El conocimiento de la lengua latina no depende solamente del estudio de una Gramática, sino más en particular de su debido uso, junto con el de los autores en que se habla el latín en toda su pureza y elegancia
Su gramática latina condensaba en útiles estrofas en verso castellano las reglas más importantes como forma mnemotécnica; esas eran las famosas Coplas del Padre Hornero, y el método hizo tanta fortuna que los escolapios lo emplearon también en otras disciplinas escolares, como la Geografía del P. Úbeda. La enseñanza de la traducción latina comenzaba por las Fábulas de Fedro y las vidas de generales de Cornelio Nepote y seguía con las Epístolas de Cicerón , las Guerras de Salustio, los Comentarios de César y los dos primeros libros de la Eneida de Virgilio y el Arte Poética de Horacio. "Antes", decía, "es entender y traducir los autores latinos que componer en latín". Para componer en latín primero debían traducir un libro castellano para que vieran la semejanza de ambas lenguas y sus diferencias. También procuró huir de los violentos métodos de los dómines de palmeta:
Han de cuidar principalmente los maestros de hacer el estudio agradable, disponer de una crianza ajena a la opresión y terror; no se han de abatir los ánimos con la violencia del castigo; antes bien, se deben levantar con el halago y el premio, mostrándoles el camino del honor, de la conciencia y del propio bien.
Calixto Hornero trabajó también en censurar las traducciones al castellano de los textos litúrgicos latinos.

## Obras
- Examen Latinitatis, Pedro Marín, Madrid, 1774;
- Ejercicios literarios de Lengua latina, española y Retórica, Pedro Marín, Madrid, 1776;
- Elementos de Retórica, con ejemplos Latinos de Cicerón, y castellanos de Fr. Luis de Granada. Impr. Benito Monfort, Valencia, 1777; en otras ediciones se titula Arte de Retórica; posee dos apéndices con sentencias de la Escritura y de los Santos Padres; la edición de Ibarra, impresor de Cámara de S. M., Madrid, 1883, incluye apéndice de Elementos de Arte de la Historia, por Juan Cayetano Losada. Impr. Núñez, Madrid, 1833;
- Arte de Gramática Latina, Madrid, 1784, 1792, Impr. Leonardo Núñez de Vargas, Madrid, 1825;
- Arte de Retórica, Madrid, 1792;
- Salustio, Bellum Catilinarium Sallustii, traducción manuscrita con notas, s. a.
- Cicerón, Oratio pro Milone, traducción manuscrita con notas, s. a.
- Método de escuelas (plan de estudios en las Escuelas Pías), s. a.
- La enseñanza de la Religión a los niños, s. a.
- Súplica a Santa Teresa de Jesús, en 12 liras, s. a. y perdida.

## Fuente
- Carlos Lasalde, Historia General y Bibliografía de las Escuelas Pías de España Impr. de la Comp.de Impresores y Libreros, Madrid, 1893.